# Pico Basilé
Pico Basilé (antiguamente Pico de Santa Isabel) es la montaña más alta de Guinea Ecuatorial. Está localizada en la isla de Bioko, cercana a la ciudad de Malabo. Con una altitud de 3011 m (9878 pies), es la cumbre del más grande y más alto de los tres volcanes en escudo basáltico superpuestos que forman la isla. Desde la cumbre, el monte Camerún se puede ver hacia el noreste.

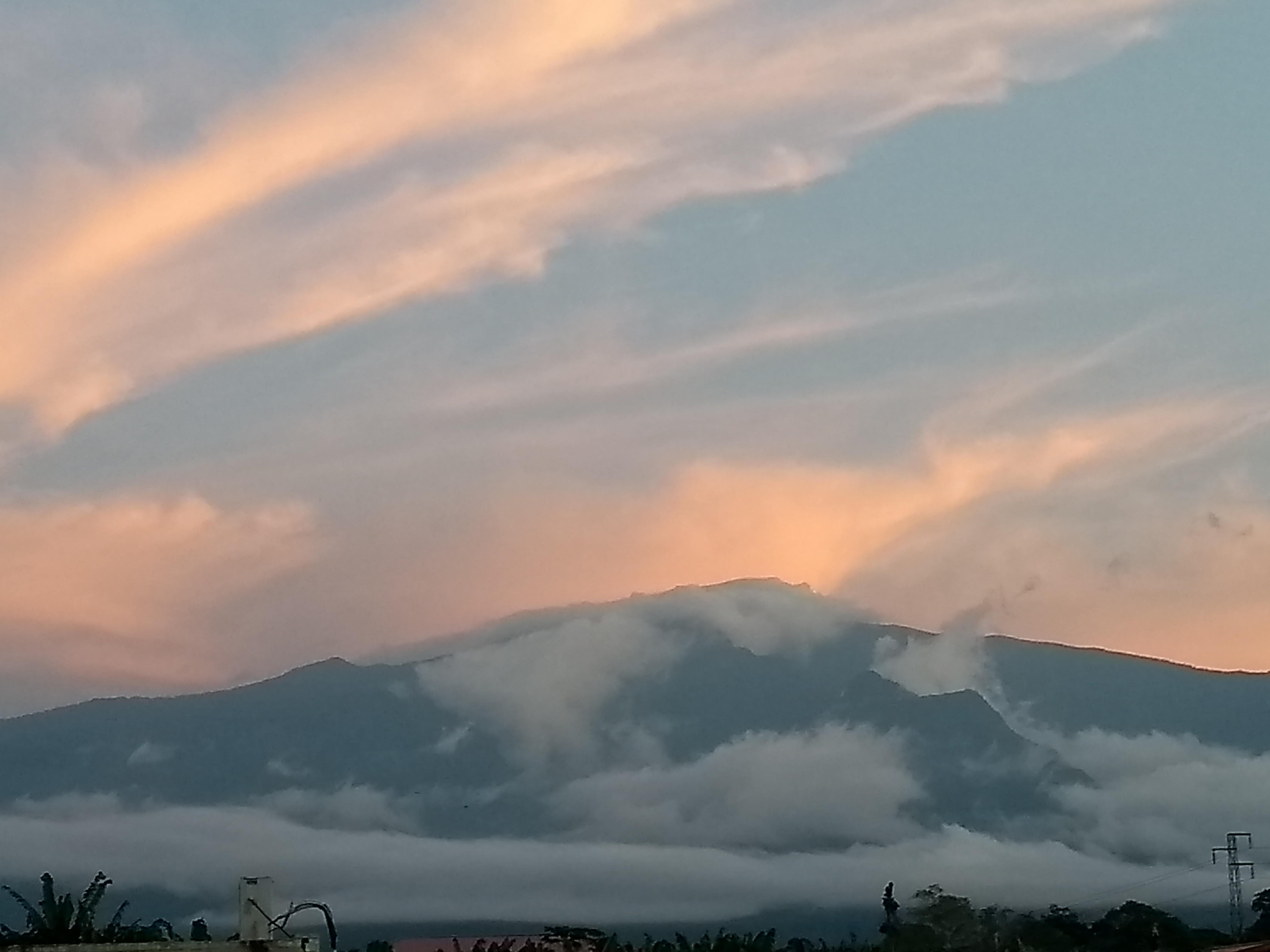
Pico Basilé

Bioko se formó a lo largo de la línea de Camerún, una de las principales fallas geológicas, que se extiende desde el océano Atlántico hasta Camerún. Esta línea incluye otras islas volcánicas en el golfo de Guinea como Annobón, Príncipe y Santo Tomé, junto con el estratovolcán masivo del monte Camerún.